# Peste porcine africaine
Ne doit pas être confondu avec Peste porcine.
Pour les articles homonymes, voir ASF et PPA.

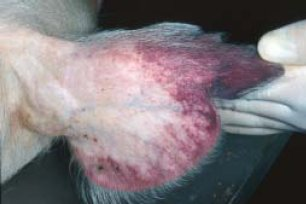
Le rougissement du pavillon de l'oreille est l'un des symptômes de la peste porcine africaine (PPA) chez les cochons.

La peste porcine africaine ou PPA (en anglais, African swine fever ou ASF) est une maladie animale qui touche les porcs, mais aussi les sangliers, les phacochères, les potamochères et les tiques, qui en sont le vecteur probable.
La PPA est une maladie virale, causée par le virus de la peste porcine africaine qui est endémique dans le milieu naturel en Afrique subsaharienne. C'est un Asfivirus, un grand virus à ADN double-brin qui se réplique dans le cytoplasme des cellules infectées. C'est en 2022 le seul représentant officiel de la famille des Asfarviridae (mais Faustovirus, au positionnement discuté, est parfois attribué à cette famille). C'est le seul virus à ADN double brin connu à être transmis par des arthropodes. Attaquant certaines cellules du système immunitaire, il cause des hémorragies mortelles chez les porcs domestiques. Certains isolats sont retrouvés dans tous les organes du porcelet seulement 30 h après l'inoculation et ils peuvent provoquer leur mort en à peine une semaine. Le cycle d'infection implique les tiques (du genre Ornithodoros), les potamochères, phacochères et hylochères. Ces espèces-réservoir sont des porteurs asymptomatiques. 
Le virus ne menace pas la santé humaine, mais étant hautement mortel pour les cochons et sangliers, il est source d'importants dégâts socioéconomiques. C'est donc une maladie à enjeu vétérinaire et à déclaration obligatoire. Une seule détection faite dans un pays peut justifier des interdictions d'exporter vers d'autres pays.
La PPA est détectée depuis plusieurs décennies en Sardaigne chez des sangliers et des porcs semi-sauvages. Au début des années 2000 pour la première fois des sangliers sont touchés, et en grand nombre, de même que des porcs en Europe de l’Est (Pologne, Lituanie, Lettonie, Estonie, Tchéquie, Moldavie, Ukraine, Biélorussie, Russie), faisant craindre qu'ils ne véhiculent le virus vers toute l'Europe, et que des chasseurs ou leurs chiens ou des charcuteries contaminées, puissent involontairement le véhiculer.
En 2018, une épidémie de peste porcine africaine en Chine a conduit à l'abattage de 20 000 bêtes. Idem en Roumanie où plus d'une centaine de milliers de porcs sont tués durant l'été après la survenue de nombreux foyers d'infection. En septembre 2018, neuf sangliers porteurs du virus sont retrouvés morts en Belgique, dans le sud de la Wallonie. Depuis lors, la maladie progresse en Chine, en Europe de l'Est et en Belgique malgré les moyens mis en œuvre pour tenter de limiter sa propagation.
Aucun vaccin n'étant attendu avant 2027[réf. nécessaire], les chercheurs ont tenté de comprendre pourquoi et comment cette maladie mortelle persiste chez le sanglier et comment limiter si cela est possible la circulation du virus. La découverte sérendipiteuse, en 2017, d'un sanglier immunisé naturellement a cependant permis la distribution en 2019 d'un vaccin administrable oralement, qui semble efficace.

## Histoire
Elle a été décrite pour la première fois lorsque des colons européens ont introduit des porcs domestiques dans les régions affectées, ce qui en fait un bon exemple de maladie émergente.
La peste porcine africaine était limitée au continent africain jusqu'en 1957, quand elle a été signalée à Lisbonne, au Portugal. Une autre éruption y a eu lieu en 1960. Après ces introductions, la maladie s'est installée dans la péninsule ibérique et des éruptions sporadiques ont eu lieu en France, en Belgique et dans d'autres pays d'Europe dans les années 1980. L'Espagne et le Portugal ont réussi à éradiquer la maladie au milieu des années 1990 grâce à une politique d'abattage. 
La maladie a traversé l'Océan Atlantique et des éruptions ont été signalées dans plusieurs îles des Caraïbes, notamment en République dominicaine. En 1971, le régime cubain a dû faire abattre 500 000 porcs pour éviter une épizootie à l'échelle nationale. Cet épisode a été qualifié d'« événement le plus inquiétant » de 1971 par l'Organisation des Nations unies pour l'alimentation et l'agriculture (FAO). Il a été avancé que le virus avait été introduit dans le pays par des opposants anti-castristes, avec le soutien tacite de membres de la CIA, pour déstabiliser l'économie du pays et encourager l'opposition interne à Fidel Castro. Le virus leur aurait été fourni depuis une base de l'armée américaine de la zone du canal de Panama par un agent américain anonyme. Cependant l'accusation de complot n'est apparue que six ans après les faits, dans le journal Newsday, citant des sources invérifiables,.
D'importantes épidémies en Afrique sont régulièrement déclarées à l'Organisation mondiale de la santé animale (OIE, ex-Office international des épizooties). La maladie s'étend particulièrement en Afrique depuis la fin des années 1990, mais passe relativement inaperçue.

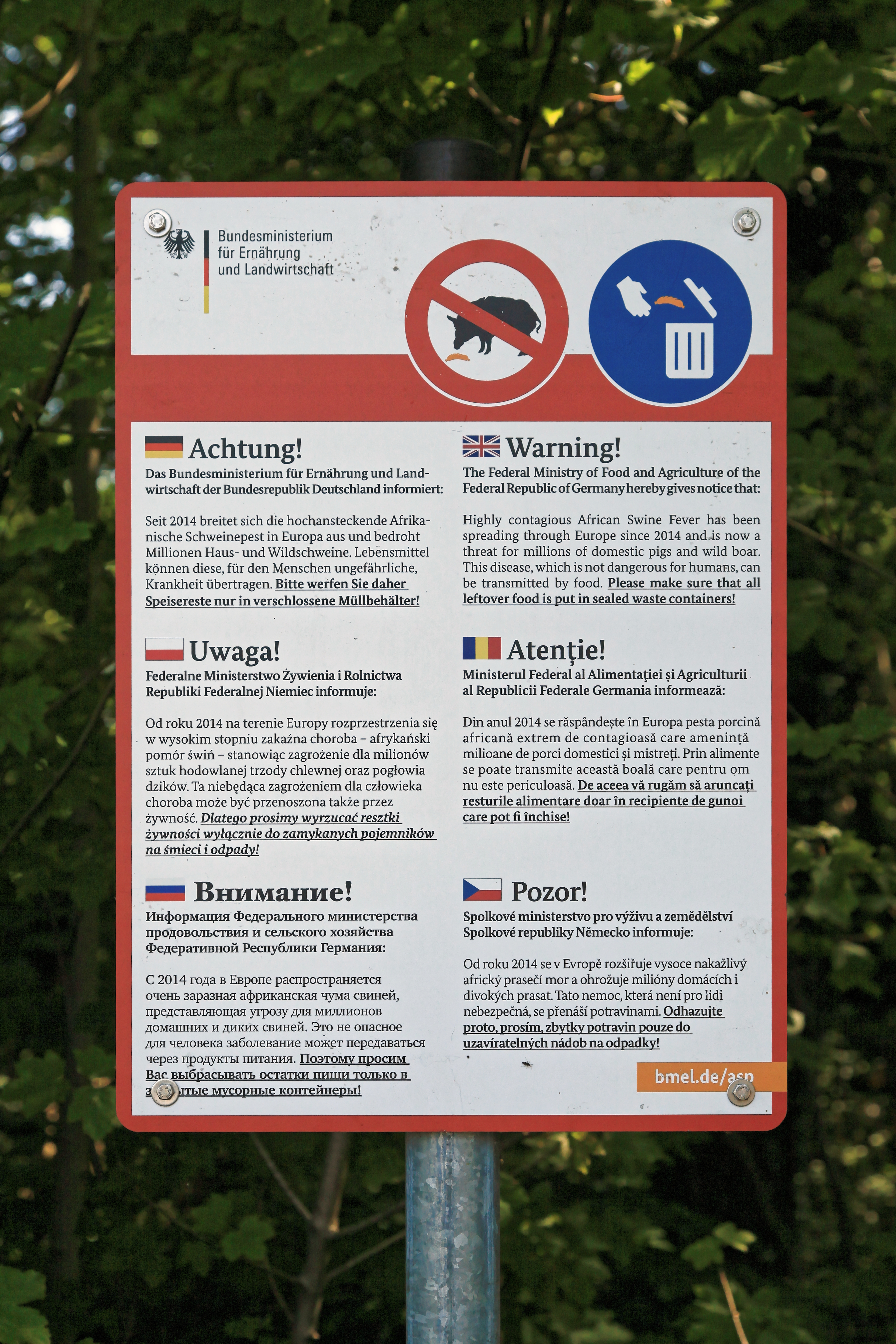
Un panneau multilingue en Allemagne recommande aux chauffeurs routiers de jeter leur nourriture dans des conteneurs hermétiques : la consommation de restes de nourriture par les sangliers est un des modes de déplacement de la maladie.

La plus récente épizootie hors d'Afrique s'est déclaré début 2007 en Géorgie. De là elle a gagné l'Arménie, l'Azerbaïdjan, l'Iran et la Russie. 
Le virus a été signalé en Lituanie en 2014 (1ère apparition dans l'Union européenne) puis s'est répandu dans les États baltes (alors qu'il progressait aussi en Extrême-Orient, décimant de nombreux élevages de porcs). L'été 2017, il était en République tchèque puis en novembre 2017 près de Varsovie en Pologne, inquiétant l'Allemagne et le Danemark deux grands producteurs de porcs. En septembre 2018, 9 cas de sangliers porteurs du virus sont découverts dans le sud de la Belgique en Province de Luxembourg, une zone de confinement de 63 000 hectares de forêts avec interdiction de circuler et de chasser est immédiatement instaurée en accord avec les autorités européennes,. En 2022, un élevage allemand est touché à Forchheim am Kaiserstuhl.
Sous l'égide de l'AFSCA en Europe les mesures sanitaires ont été renforcées, et il est interdit d'importer de la viande de porc ou de sanglier ou des produits de viande de porc ou de sanglier d'un pays ou de zones où sévissent la PPA vers des zones indemnes. Les visites d'exploitations porcines et tout contact avec des porcs dans les 72 h suivant le retour d’une zone à risque sont également interdits. La chasse au sanglier n'est pas interdite dans les pays où le virus est endémique, mais dans certains pays (belgique par ex) les chasseurs ne doivent pas utiliser de chien au cours de la chasse et diverses mesures de désinfections et nettoyage sont ensuite obligatoire ;

## Symptômes

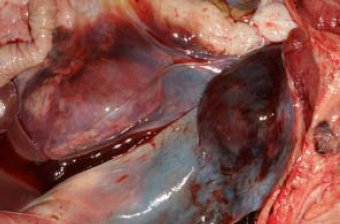
Le gonflement autour des reins et les hémorragies musculaires visibles ici sont typiques des porcs atteints de la maladie.

Les symptômes de la maladie sont très proches de ceux de la peste porcine classique  ; Seuls des examens de laboratoire permettent normalement de les distinguer. De plus dans les deux cas, les symptômes cliniques et visuels varient considérablement selon les souches et leurs virulence. De même chez le porc, comme chez le sanglier selon la souche l'animal sera porteur sain (sans maladie apparente) ou pourra mourir en quelques dizaines d'heures.
Les infections aigües dues à des souches hautement pathogènes du virus conduisent à une présentation clinique évoquant une fièvre hémorragique virale, caractérisée par :
- une déplétion prononcée des tissus lymphoïdes ;
- une apoptose des sous-populations lymphocytaires ;
- une altération de l'hémostase ;
- une dégradation des fonctions immunitaires.

On admet généralement qu'un grande partie des lésions résulte indirectement des effets des cytokines produites par les monocytes et des macrophages infectés, plutôt que des effets directs du virus sur les cellules.

## Structure du virus et réplication

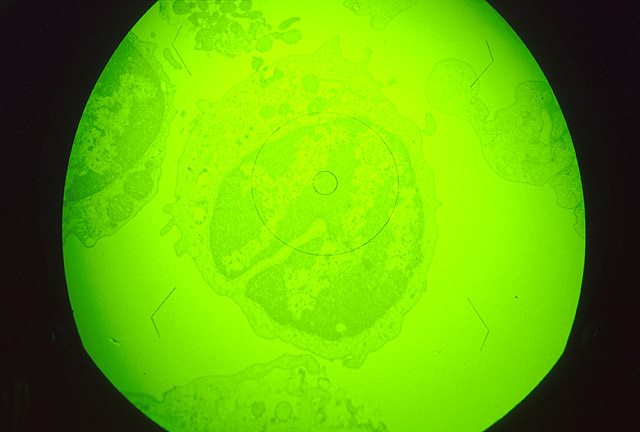
Macrophage en début d'infection par le virus.

L'agent de la peste porcine africaine est un grand virus à ADN double-brin (groupe I) possédant un génome d'au moins 150 gènes (le nombre de gènes varie légèrement selon les isolats viraux considérés). Il ressemble aux autres grands virus à ADN comme les poxvirus, les iridovirus et les mimivirus. Comme dans les autres fièvres hémorragiques virales, ses principales cellules-cibles sont celles de la lignée des monocytes et macrophages. 
Le virus cause chez les porcs une fièvre hémorragique avec un fort taux de mortalité (souvent proche de 100 %), tout en infectant ses hôtes naturels (les phacochères, les potamochères et les tiques du genre Ornithodoros) de manière chronique et sans signe clinique.
Le virus code les enzymes nécessaires à la réplication et à la transcription de son génome, notamment les éléments de son système de réparation par excision de base, ses protéines structurelles et beaucoup d'autres qui ne sont pas essentielles à sa réplication, mais jouent un rôle dans sa survie et dans sa transmission.
La réplication du virus a lieu dans les régions entourant le noyau cellulaire. Sa capside icosaédrale est assemblée sur des membranes modifiées du réticulum endoplasmique. Des produits issus de polyprotéines protéolysées forment l'enveloppe entre la membrane interne et le centre nucléoprotéique. Une membrane extérieure supplémentaire est ajoutée à partir de particules de la membrane plasmique. Le virus code des protéines qui inhibent la transmission du signal des macrophages infectés et régulent ainsi l'activation des gènes de la réponse immunitaire. Il code en outre des protéines inhibant l'apoptose (la mort) des cellules infectées, ce qui facilite la production des virions. Des protéines membranaires virales possédant des similitudes avec des protéines d'adhésion cellulaire régulent l'interaction des cellules infectées et des virions extracellulaires avec les organes de l'hôte.

## Génotypes
En 2012, 22 génotypes avaient déjà été identifiés (sur la base des variations de la séquence de la région C-terminale du gène p72). Le génotype VIII est limité à quatre pays d'Afrique orientale.

## Épizooties

### Europe du Sud à partir de 1960
La maladie touche à partir de 1960 l'Espagne et le Portugal, où elle est finalement éradiquée respectivement en 1995 et 1993.

### Enzootie en Sardaigne
En Sardaigne, la maladie est une enzootie présente depuis 1978, avec plusieurs pics épizootiques en 1995, 2004, 2005 et depuis 2012.

### Expansion en Europe de L'Est

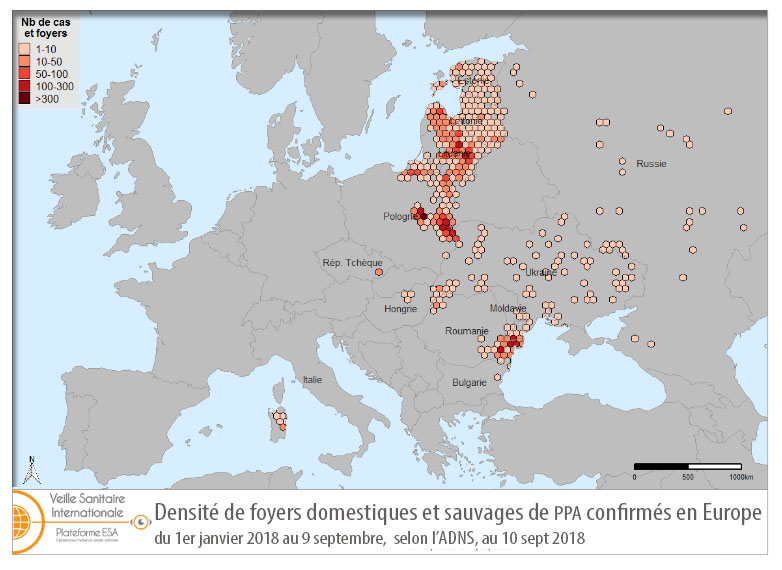
Europe : Cas confirmés de FPA du 01.01.2018 au 09.09.2018, juste avant la déclaration d'un nouveau foyer chez des sangliers en Wallonie (Source Esa ; Plate forme internationale de veille sanitaire)

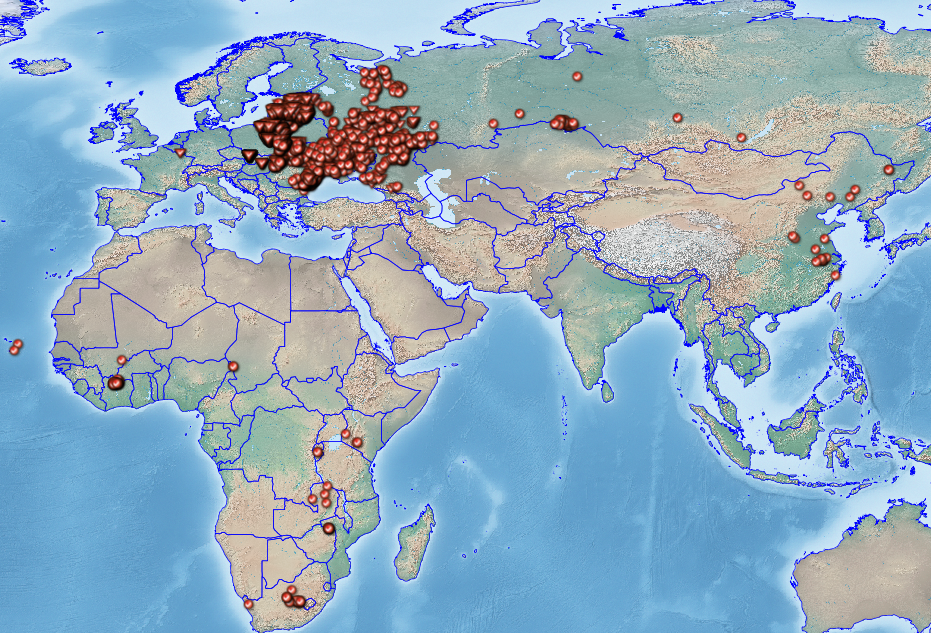
Monde : Cas confirmés de fièvre porcine africaine du 01.01.2018 au 22.09.2018 (peu après l'apparition des cas déclarés chez des sangliers en Belgique)

La maladie est originaire d'Afrique, et est arrivée en Géorgie en 2007. La souche retrouvée en Géorgie est considérée comme beaucoup plus virulente que les épidémies connues jusqu'alors. De là, elle s'est répandue en Russie, puis dans les Pays baltes à partir de 2014. En 2016, elle frappe, en plus de la Russie et des Pays baltes, l'Ukraine, la Moldavie, la Biélorussie et la Pologne. À l'été 2017, la maladie arrive en Tchéquie, mais est contenue notamment grâce à de nombreux abattages préventifs de porcs et de sangliers. Le 23 avril 2018, la Hongrie connaît son premier cas, à proximité de la frontière slovaque. La maladie est détectée pour la première fois en Roumanie en juillet 2017, et en août 2018, 110 000 porcs y sont abattus préventivement en raison de plusieurs foyers d'épidémie. En Pologne, la maladie progresse vers l'ouest de 3 à 5 kilomètres par mois, et risque d'arriver prochainement en Allemagne.
En prévision de l'arrivée de la maladie en Allemagne, le Danemark décide en janvier 2019 la construction d'une palissage le long de sa frontière, afin de se protéger de l'arrivée du virus.
Afin de tenter d'enrayer la maladie, la Pologne décide des destructions massives de sangliers. 168 000 bêtes ont ainsi été abattues en 2018, alors que la population était estimée à 210 000 au début de l'année. Des scientifiques et des citoyens s'inquiètent cependant des conséquences négatives d'une quasi-disparition de l'espèce pour l'environnement, d'autant plus que les campagnes d'abattage massives, menées depuis 2014, n'ont pas montré leur efficacité pour lutter contre la propagation de la maladie. Pour un spécialiste du sujet, si les grands élevages de porcs sont aux normes sanitaires, ce n'est pas le cas des petites exploitations polonaises, qui sont un réservoir viral important.
En décembre 2019, un cas est signalé à Nowogród Bobrzański, à 40 km de la frontière allemande. Les autorités allemandes se préparent par conséquent, en formant les chasseurs, les vétérinaires et les secouristes, et en s'équipant de drones ou de caméras infrarouges.
La peste porcine africaine touche particulièrement le nord de la Bulgarie à l'été 2019, nécessitant l'abattage de 120 000 bêtes, soit 20 % des porcs du pays. Les pertes financières sont estimées à 300 millions d'euros, et le manque à gagner à un milliard.
Le premier cas est constaté en Slovaquie en  juillet 2019, près de la frontière hongroise.
Le premier cas est constaté en Grèce, à proximité de la frontière avec la Bulgarie, en février 2020. Cela porte à neuf le nombre de pays européens frappés par la maladie. La chasse massive des sangliers afin de diminuer leur population est souvent pratiquée, afin de prévenir la propagation de la maladie.
Le premier cas allemand est annoncé le 10 septembre 2020  sur un cadavre de sanglier retrouvé dans l'arrondissement d'Oder-Spree, dans le land de Brandebourg, à sept kilomètres de la frontière polonaise,. Cinq nouveaux cas sont détectés à proximité le 15 septembre. En réaction, Argentine, Brésil, République populaire de Chine, Corée du Sud et Japon suspendent leurs importations en provenance de l'Allemagne.
Julia Klöckner, ministre de l'agriculture allemande annonce avoir donné des pouvoirs importants aux Länder, leur permettant notamment de construire des clôtures, avoir mobilisé la Bundeswehr et la Technisches Hilfswerk, et mis en place une organisation tripartite avec la Pologne et la Tchéquie.
Au 22 avril 2021, le nombre de 1031 cas cumulés de PPA en Allemagne est constaté, à 90 % en Brandebourg et 10 % en Saxe. La Bavière reste alors indemne de la maladie.

### Extrême-Orientà partir de 2018

En rouge, les pays d'Asie touchés par la maladie.

En Chine, pour freiner une épidémie qui a émergé à l'été 2018, 38 000 porcs sont abattus. Le premier foyer d'épidémie est détecté le 3 août 2018. Le 23 novembre 2018, les premiers cas dans l'agglomération de Pékin ont été détectés. À cette date, 73 cas dans une vingtaine de provinces ont été signalés pour cette maladie, qui a tué ou nécessité l'abattage préventif de 600 000 porcs. Au début de février 2019, les autorités signalent un ralentissement des contaminations, avec seulement cinq cas recensés en janvier, et les mesures d'isolement sont levées dans plusieurs provinces touchées par le virus. À la mi-février, toutes les provinces étaient touchées, sauf Guangxi, Shandong, Tibet et Xinjiang. Les trois quarts de la production porcine étant le fait de petites exploitations, celles-ci n'ont souvent pas les moyens ou les compétences pour mettre en place les mesures strictes nécessaires pour lutter contre la prolifération du virus. Le transport des animaux se fait souvent sur de longues distances dans des véhicules rarement désinfectés, ce qui favorise la propagation. Par ailleurs, devant le faible montant compensatoire en cas d'abattage et la peur de sanctions du gouvernement, de nombreux fermiers procèdent à des abattages à la va-vite et ne déclarent pas les porcs malades, contribuant également au manque de contrôle de la peste porcine africaine. Au début du mois de décembre 2019, les autorités considèrent que le pire de l'épidémie est passé, et que le nombre de porcs recommence à augmenter.
Les premiers cas sont détectés au nord du Viêt Nam le 19 février 2019, le virus étant probablement originaire de Chine. En avril 2019, on estime à plus d'un million le nombre de porcs abattus en Chine pour contenir la maladie, faisant baisser le cheptel porcin du pays de 15 %. Cependant, cela ne permet pas d'enrayer la maladie, qui s'étend à la majorité des provinces du pays pendant la première moitié de l'année 2019. De nombreux élevages sont très petits, ce qui explique la difficulté de lutter contre la propagation. En septembre, les 58 provinces et 5 municipalités sont toutes touchées par la peste porcine africaine.
Le Cambodge signale ses premiers cas le 3 avril 2019, dans la province frontalière de Rotanah Kiri.
Le 20 juin 2019, les premiers cas sont identifiés au Laos, dans la province de Saravane. La maladie progresse rapidement, et à la fin du mois d'août, quinze des dix-huit provinces sont touchées par la peste porcine africaine.
Le 14 août 2019, la présence de la maladie en Birmanie (Myanmar) est confirmée, dans une zone frontalière avec la province chinoise du Yunnan.
Le 9 septembre 2019, les premiers cas de peste porcine africaine sont signalés aux Philippines, près de Manille. La maladie se répand dans le reste de l'île de Luçon. Le premier cas est détecté dans l'île de Mindanao en février 2020.
En Russie, la maladie est détectée dans l'Oblast autonome juif le 13 septembre 2019, et le 16 septembre 2019 un nouveau foyer est détecté dans le Kraï du Primorié, probablement en provenance de Chine.
Le 17 septembre 2019, la Corée du Sud fait état des premiers cas de peste porcine africaine dans le village de Paju, proche de la frontière intercoréenne. Le 24 septembre 2019, alors que 15 000 porcs ont été abattus préventivement, quatre foyers ont été détectés, tous proches de la Corée du Nord. La maladie est suspectée d'avoir contaminé tout le pays, mais les autorités nord-coréennes refusent de communiquer sur ce sujet. Il est probable, si c'est le cas, que la maladie nuise à l'alimentation de la population nord-coréenne. Le National Intelligence Service, service de renseignement sud-coréen, rapporte que la maladie est arrivée en juillet 2019 en Corée du Nord, et s'étend depuis à tout le pays en décimant les élevages porcins. Devant le silence nord-coréen, le ministère de l'Unification décide de donner de l'argent à des ONG pour qu'elles aident à contenir l'épizootie au nord.
Le Timor oriental rapporte les premiers cas le 30 septembre 2019, dans la ville de Dili.
Le 12 décembre 2019, la maladie est identifiée en Indonésie, dans la province de Sumatra du Nord.
En mai 2020, des cas sont signalés dans l'Inde du Nord-Est, et il est demandé aux producteurs de ne plus transporter de porcs d'un État à l'autre.

#### Conséquences économiques
La Chine abattant une grande quantité de porcs, elle doit en importer massivement pour sa consommation interne, ce qui fait fortement augmenter le prix sur le marché mondial. Selon une estimation de juin 2019, 200 millions de porcs, soit près de la moitié de la population, vont devoir être abattus en Chine. En un an, la production de viande de porc a chuté de 30 %, et le prix d'achat grimpé de 40 %. En août, la FAO annonce que 5 millions de porcs ont été abattus ou sont décédés en Asie à la suite de cette épidémie.
La peste porcine africaine a pour conséquence un effondrement de la production de viande de porc chinoise, estimé à 40 % en 2019. Les prix ont grimpé de 46,7 % au 24 septembre de cette même année. Le gouvernement dégèle 10 000 tonnes de viande issues de ses réserves stratégiques, afin d'éviter une situation de pénurie, notamment dans le contexte des célébrations du septantième anniversaire de la République populaire de Chine. L'Asie est en effet une des régions où la viande consommée est le plus souvent du porc : 46 % contre 36 % à l'échelle mondiale. En Chine, ce taux monte à 62 %, et à 57 % pour le Vietnam. Le cours du porc est affecté à une échelle mondiale, les prix devant monter de 5 à 15 % en France pour le jambon et les saucisses en septembre 2019. En réaction face à la pénurie de viande, certains éleveurs chinois élèvent des porcs de plus en plus gros.
En octobre 2019, les prix du porc ont augmenté de 69 % sur un an en Chine continentale, entraînant également à la hausse le prix des autres viandes consommées en substitution, comme le bœuf ou l'agneau. L'inflation globale est également affectée, et atteint 3 %, soit son plus haut niveau depuis octobre 2013.
Les gros éleveurs de porc chinois s'enrichissent fortement en raison de la hausse des prix, et des faillites des plus petits producteurs touchés par la maladie.
En décembre 2019, le gouvernement chinois dévoile un plan en trois ans pour rétablir la production de porc. L'objectif est de reconstituer le cheptel en 2020, et de retrouver des niveaux de production pré-épidémiques en 2021. Des mesures sont prises pour faciliter la mise en place de nouvelles fermes porcines. Cependant, l'épidémie de maladie à coronavirus de 2019-2020 paralyse certains secteurs de l'économie, et pourrait retarder ce plan.

### Belgique de 2018 à 2020

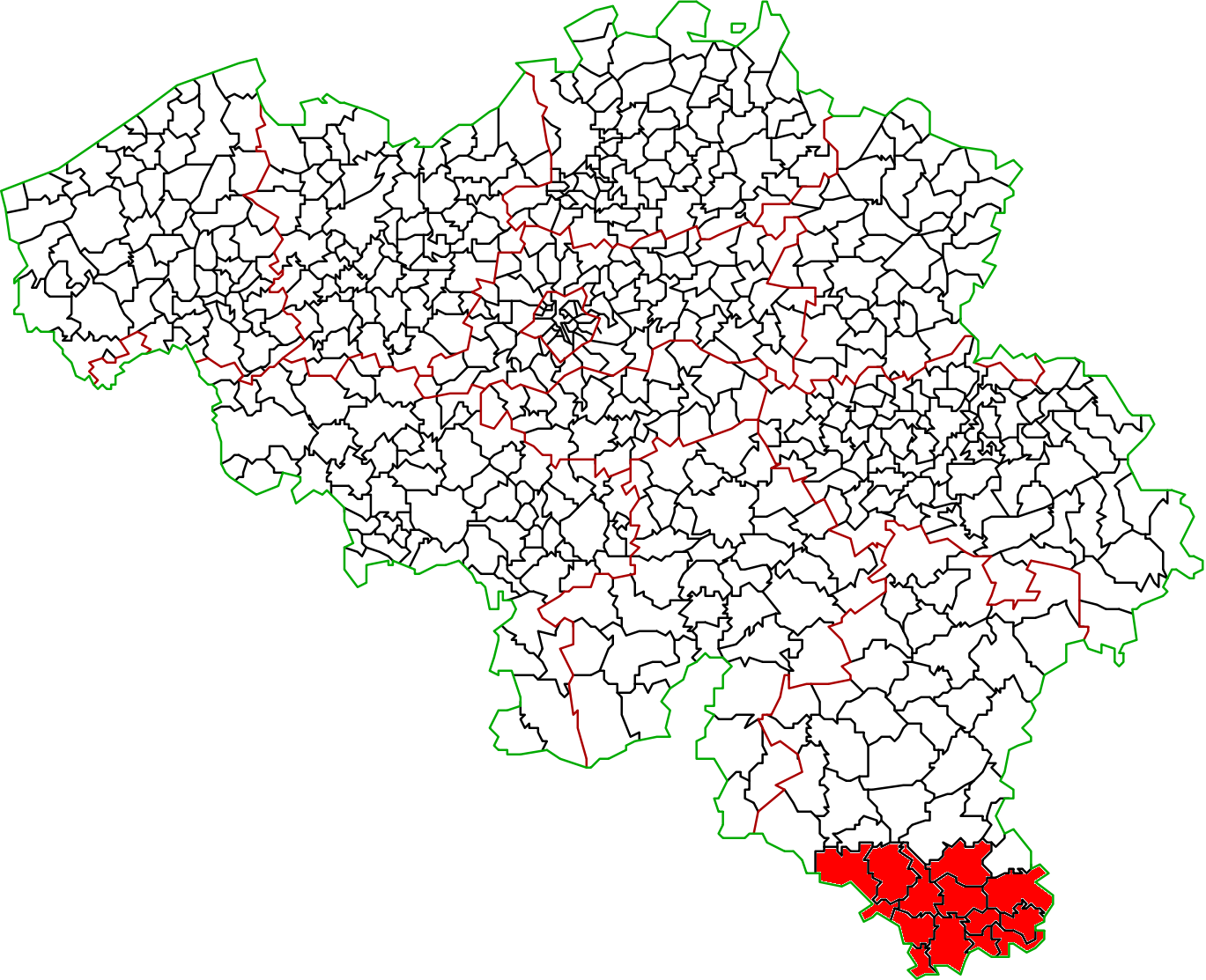
Carte administrative des communes belges au moins en partie concernées par le périmètre de surveillance de la PPA.

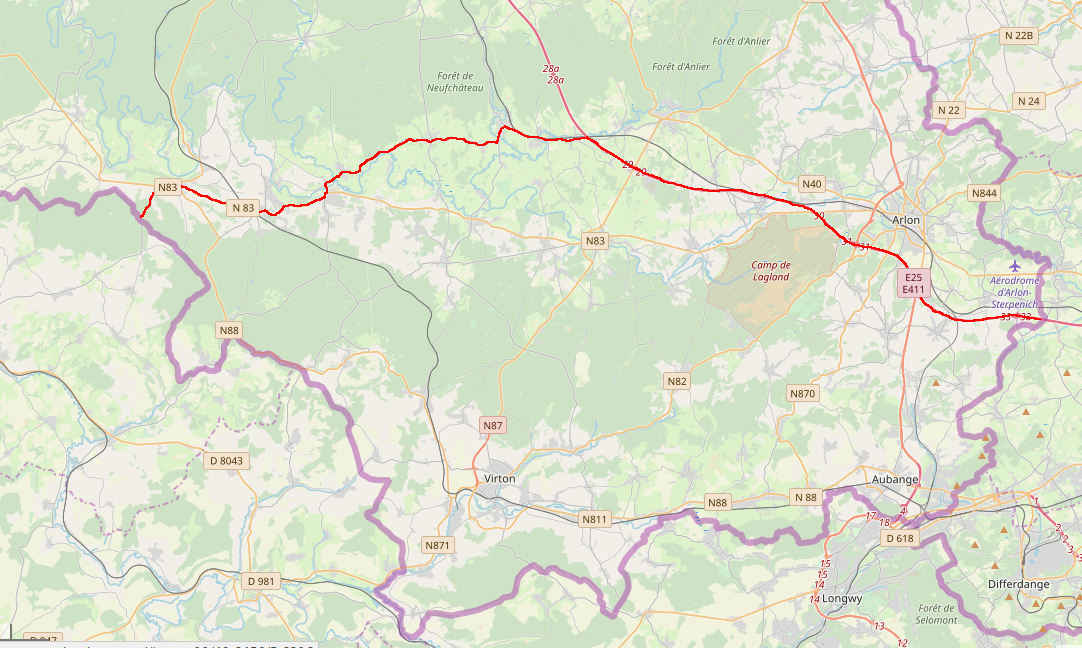
Le périmètre délimité sur une carte : en rouge la limite nord du périmètre, en violet les frontières avec la France et le Luxembourg.

La peste porcine africaine est détectée sur le cadavre de deux sangliers la première fois en Belgique le 13 septembre. De nouveaux cadavres de sangliers porteurs du virus sont ensuite retrouvés les jours suivants, le bilan étant de 18 au 27 septembre. En réaction, le ministre fédéral de l'agriculture décide l'abattage préventif de tous les porcs dans un périmètre de 630 km2 situé au sud de la province du Luxembourg où tous les sangliers porteurs du virus ont été retrouvés. Cela concerne un élevage de 1 000 animaux, un de 400 et cinq ou six élevages d'une cinquantaine de têtes. De façon préventive, la Chine continentale, la République de Chine (Taïwan), la Corée du Sud, les Philippines et la Biélorussie décident de cesser leurs importations de viande de porc belge. 
Dans les deux départements français contigus au périmètre concerné, la Meuse et la Meurthe-et-Moselle, une zone d'observation renforcée est mise en place le 11 octobre 2018, concernant 41 communes. Dans celles-ci, tout déplacement et activité forestière, y compris exploitation du bois et chasse, est interdite. De même, le Grand-Duché de Luxembourg a mis en place une zone de surveillance délimitée par les frontières française et belge, ainsi que par les autoroutes A4 et A6. Dans cette zone, la chasse reste autorisée, mais les porcs doivent rester confinés.
Au 12 octobre 2018, 79 sangliers viropositifs ont été découverts, tous autour des villages de Buzenol, Ethe ou du camp militaire Lagland, à l'ouest d'Arlon. La pose de clôtures visant à isoler les massifs forestiers doit alors commencer le 16 octobre.
Le périmètre d'exclusion est subdivisé en une zone noyau où se trouvent l'essentiel des cadavres contaminés, une zone tampon autour, et une zone d'observation renforcée exempte. Au 30 octobre 2018, 155 cadavres de sangliers viropositifs ont été retrouvés, 148 dans la zone noyau et 7 dans la zone tampon.
Au 5 janvier 2019, 281 animaux ont été trouvés porteurs du virus, qui progresse vers l'ouest et se rapproche de la frontière française. Une nouvelle clôture doit être installée, au niveau de Meix-devant-Virton, le piégeage et les tirs de nuit mis en place. Du côté français de la frontière, une « zone blanche », dans laquelle tous les sangliers doivent être abattus, est mise en place, et l'armée est par la suite appelée pour une aide logistique. Le 9 janvier, deux sangliers sont abattus entre Meix-devant-Virton et Sommethonne, à quelques centaines de mètres de la frontière française, et sont contrôlés positifs au virus après analyse.
La maladie progresse également vers l'est, puisqu'un sanglier positif est découvert le 22 février 2019 à Differt, ce qui laisse craindre une expansion du virus dans le Grand-Duché du Luxembourg tout proche. En réaction, les autorités luxembourgeoises décident d'ouvrir la chasse jusqu'au 15 avril dans la zone de surveillance, de contrôler systématiquement tout sanglier retrouvé mort et prévoient la pose de nouvelles clôtures.
En conséquence, le prix du porc belge s'effondre, passant sous les 0,85 €/kg, ce qui est inférieur au coût de revient. La région wallonne souhaite aider les éleveurs, notamment via des réductions de cotisations sociales. Le ministre fédéral de l'Agriculture, Denis Ducarme, reconnaît le 8 février la filière porcine comme « secteur en crise », ce qui permet notamment un assouplissement des cotisations sociales pour les quatre trimestres de 2019.
Par ailleurs, la filière bois est lourdement affectée, puisqu'il est interdit de pénétrer dans la forêt. Les scolytes nuisent aux forêts, aidés par un été 2018 particulièrement sec. Le gouvernement wallon décide de mobilier quatre millions d'euros pour soutenir la filière.
Le 6 février 2019, le parquet du Luxembourg annonce avoir arrêté quatre personnes, dont un agent du département de la nature et des forêts (DNF), qui doivent être interrogées afin d'éclaircir les circonstances de l'apparition de la maladie en Belgique.
À partir du 6 avril 2019, une partie de la forêt, soit 16 000 ha, est rouverte à la circulation, à condition de rester dans les sentiers, de ne pas laisser divaguer d'animal de compagnie, et de ne pas se rendre dans une exploitation agricole dans les trois jours suivant la visite. Cette décision est critiquée par le syndicat agricole flamand Boerenbond, ainsi que par la Fédération wallonne de l'agriculture qui juge cette réouverture prématurée. Cependant, cette zone est de nouveau fermée à partir du 4 octobre 2019, par crainte de contagion par des sangliers porteurs du virus, mais non touchés par la maladie.
En août 2019, le nombre de cadavres retrouvés semble en forte diminution, ce qui laisse espérer une maladie sous contrôle pour le mois de décembre. À cette date, 10,5 millions d'euros ont été dépensés pour contenir la maladie. Le 21 octobre, un nouveau cas positif est relevé sur les ossements d'un sanglier mort depuis un certain temps, dans le camp militaire de Lagland. Avant cette date, le dernier cas remontait au 11 août. Le 9 décembre, les ossements d'un sanglier mort depuis trois à six mois sont retrouvés à proximité d'Assenois. Par conséquent, la zone de surveillance, considérée comme infectée, est étendue jusqu'au sud de Neufchâteau.
À partir du 15 mai 2020, les sentiers forestiers de la zone d'exclusion doivent de nouveau être accessibles. Il reste interdit de s'enfoncer dans la forêt ou d'y circuler la nuit. De plus, dans un contexte de pandémie de Covid-19, les restrictions sont levées uniquement pour les résidents à proximité,.
À la fin du mois d'octobre 2020, la Wallonie demande à l'Union européenne d'être de nouveau classée comme zone indemne de la maladie. Les clôtures doivent cependant rester en place au moins jusqu'à mars 2022, et les restrictions de circulation jusqu'à avril 2021. La Commission européenne reconnaît en octobre 2020 la Belgique indemne du virus.
| Date              | Nombre de sangliers (cumul) |
| ----------------- | --------------------------- |
| 27 septembre 2018 | 18                          |
| 2 octobre 2018    | 28                          |
| 4 octobre 2018    | 32                          |
| 9 octobre 2018    | 70                          |
| 12 octobre 2018   | 79                          |
| 19 octobre 2018   | 104                         |
| 30 octobre 2018   | 155                         |
| 11 novembre 2018  | 161                         |
| 15 novembre 2018  | 167                         |
| 23 novembre 2018  | 181                         |
| 30 novembre 2018  | 184                         |
| 17 décembre 2018  | 205                         |
| 5 janvier 2019    | 281                         |
| 17 janvier 2019   | 345                         |
| 25 janvier 2019   | 389                         |
| 1er février 2019  | 406                         |
| 7 février 2019    | 439                         |
| 15 février 2019   | 494                         |
| 25 février 2019   | 573                         |
| 1er mars 2019     | 619                         |
| 15 mars 2019      | 687                         |
| 19 mars 2019      | 694                         |
| 25 mars 2019      | 708                         |
| 4 avril 2019      | 719                         |
| 4 juin 2019       | 815                         |
| 2 juillet 2019    | 824                         |
| 19 juillet 2019   | 825                         |
| 10 août 2019      | 826                         |

## Vaccination
Le développement d'un vaccin a été entravé par la complexité génétique du virus de la peste porcine africaine, par un manque de compréhension de son mode d'infection, par l'absence de développement d'anticorps neutralisant le virus, et aussi par des difficultés techniques telles que l'absence de lignées cellulaires stables, si bien qu'aucun vaccin n'était attendu avant 2027[réf. nécessaire].
En 2017, un sanglier abattu en Lettonie s'est révélé être porteur du virus sans présenter de symptômes de la maladie. La culture de son sérum a permis de produire un vaccin vivant. Il s'agit d'une souche faiblement virulente : inoculée à des sangliers en captivité, elle n'a entraîné aucun symptôme de la maladie, mais en revanche la production d'anticorps efficaces, non seulement contre cette souche virale mais aussi contre la forme la plus dangereuse. Le vaccin peut être administré oralement (dans des appâts pour ce qui est des animaux sauvages), et il est apparu que des sangliers pouvaient aussi être immunisés après un simple contact avec des sangliers vaccinés. Des études de sécurité et de stabilité génétique doivent encore être conduites avant de généraliser la vaccination aux animaux domestiques et à toutes les zones infectées,.
En 2020, un vaccin expérimental développé au Royaume-Uni pourrait servir de base au développement d'un vaccin efficace contre la peste porcine africaine, et ce malgré une protection limitée à ce stade des travaux,.

#### Législation européenne
- Directive 2002/60/CE du Conseil du 27 juin 2002 établissant des dispositions spécifiques pour la lutte contre la peste porcine africaine et modifiant la directive 92/119/CEE, en ce qui concerne la maladie de Teschen et la peste porcine africaine (J.O. du 20/07/2002)
- Décision 2014/709/EU de la Commission du 9 octobre 2014 concernant des mesures zoosanitaires de lutte contre la peste porcine africaine dans certains États membres (J.O. du 11/10/2014)
- sur le site de la Commission Européenne : http://ec.europa.eu/food/animal/diseases/controlmeasures/asf_en.htm